# Boesenbergia ochroleuca
Boesenbergia ochroleuca är en enhjärtbladig växtart som först beskrevs av Henry Nicholas Ridley, och fick sitt nu gällande namn av Rudolf Schlechter. Boesenbergia ochroleuca ingår i släktet Boesenbergia och familjen Zingiberaceae.
Artens utbredningsområde är Thailand. Inga underarter finns listade i Catalogue of Life.